# マイケル・カティディス
マイケル・カティディス（Michael Katsidis、男性、1980年8月15日 - ）は、オーストラリアのプロボクサー。ギリシャ系オーストラリア人。クイーンズランド州トゥーンバ出身。元WBO世界ライト級暫定王者。「Rocky（ロッキー）」の異名を持つ。
アマチュアボクシング出身であるが、勇猛果敢な攻撃型ボクシングを得意とする。ポイントを重ねるのではなく、あくまでも早いラウンドから相手を倒しにいくスタイルを貫く。また入場の際は重装歩兵（古代ギリシャ兵士）の兜を身に着けて登場する事が多かった。

## 来歴

### アマチュア時代
カティディスは1980年に生まれ、幼少の頃よりアマチュアボクシングを始めオーストラリアの国内王者になる。2000年にはシドニーオリンピックにライト級代表として出場、2回戦で敗退。81戦75勝。

### プロ時代
2001年12月1日に地元オーストラリアでプロデビュー戦を行い、3回KOで勝利し同時に地区タイトルも獲得。
2002年3月9日、プロ2戦目にしてオーストラリアライト級王座を獲得。ノンタイトル戦を6戦連続でKO勝利を重ねる。
2004年2月20日には空位のオーストラリアスーパーライト級王座を決定戦で勝利し王座を獲得し、国内2階級制覇を果たす。4月8日にはWBOアジア太平洋ライト級王座の初代王座決定戦に勝利し王座を獲得。11月6日には空位のIBFパンパシフィックライト級王座も獲得。WBOアジア太平洋王座は3度防衛、他の王座は防衛せずに返上した。タイトル挑戦前の戦績は21戦21勝19KOと高いノックアウト数値を残した。
2007年2月17日、22戦目で初のアウェー戦となるロンドン・ウェンブリー・アリーナでのWBO世界ライト級暫定王者決定戦をグラハム・アール（ イギリス）と行う。5回負傷判定で勝利して全勝のまま暫定王座を獲得。7月21日、ネバダ州ラスベガスのマンダレイ・ベイにてシーザー・アモンソット（ フィリピン）を相手に暫定王座の初防衛戦を行い12回判定で勝利し初防衛に成功。
2008年3月22日、カリフォルニア州カバゾンのモロンゴ・カジノ・リゾート&スパで元WBA世界スーパーフェザー級王者で元WBC世界ライト級暫定王者でもあるホエール・カサマヨール（ キューバ）と対戦。10ラウンドTKOで負ける。9月6日、テキサス州ヒューストンのトヨタセンターにてIBO世界ライト級王座の決定戦で元WBAスーパー・IBF・WBO世界ライト級王者のファン・ディアス（ アメリカ合衆国）と対戦。1-2(115-113、113-115、112-116)の判定負けで2連敗。
2009年1月31日、フィリピンセブのセブ・コロシアムにてアンヘル・ウーゴ・ラミレス（ アルゼンチン）とのWBOアジア太平洋ライト級王座戦に臨み勝利、王座獲得に成功。4月4日、テキサス州オースティンのフランクアーウィンセンターにて元WBC世界スーパーフェザー級王者で元IBF世界ライト級王者のヘスス・チャベス（ メキシコ）とノンタイトルマッチマッチで対戦。試合は序盤から真正面で打ち合いに転じお互い一歩も引かない展開が続いていたが、中盤からチャベスがペースダウンしていき接近戦の我慢比べが続いていくも7回終了時点でチャベス側が試合を放棄。7ラウンドTKOにより再起2連勝。9月19日、ネバダ州ラスベガスのMGMグランド・ガーデン・アリーナにてフロイド・メイウェザー・ジュニア対ファン・マヌエル・マルケスのアンダーカードに出場し空位となっていたWBO世界ライト級暫定王座をビセンテ・エスコベド（ アメリカ合衆国）と対戦。2-1の判定勝ちで暫定王座に復帰。
2010年5月15日、相手の敵地に乗り込み31戦無敗の英国人ホープケビン・ミッチェル（ イギリス）と対戦し、3回TKO勝ちで王座初防衛に成功した。11月27日、WBA世界ライト級スーパー王者でWBO世界ライト級正規王者のファン・マヌエル・マルケス（ メキシコ）と対戦。3ラウンドでマルケスからダウンを奪ったが、9ラウンド2分14秒TKO負け。WBO世界ライト級暫定王座は正規王座に吸収される形で消滅し、1年2ヵ月保持していた王座から陥落した。
2011年4月9日、MGMグランドでロバート・ゲレーロ（ アメリカ合衆国）とWBA・WBO世界ライト級暫定王座決定戦を行い、0-3（108-117、106-118、107-118）の大差判定負け。11月5日、自身3度目となる英国の試合でリッキー・バーンズ（ イギリス）とWBO世界ライト級暫定王座決定戦を行い、0-3（112-117、111-117、111-117）の判定負け。
2012年4月13日、ハードロック・ホテル・アンド・カジノでアルバート・メンサー（ ガーナ）と対戦し、0-2（95-95、94-96、92-98）の僅差判定負け。
2013年2月21日、メルボルンで試合を予定していたが、MRIとCT撮影で健康問題が見つかり医師の勧告でキャンセルした。
2014年3月14日、3ラウンドTKO勝ちで復帰。10月25日、イギリスでトミー・コイルに2ラウンドTKOで敗れる。
2015年3月20日、ビクトリア州で試合を行い、6ラウンドで判定勝ち。

## 獲得タイトル
- クイーンズランド州ライト級王座
- オーストラリアライト級王座
- オーストラリアスーパーライト級王座
- 初代WBOアジア太平洋ライト級王座
- IBFパンパシフィックライト級王座
- WBO世界ライト級暫定王座
- 第4代WBOアジア太平洋ライト級王座
- WBO世界ライト級暫定王座